# Haddis Alemayehu
Haddis Alemayehu (15 octombrie 1910 - 6 decembrie 2003) a fost un politician și scriitor etiopian.
1. 1 2  Dictionary of African Biography